# Stazione di Acri-Bisignano-Luzzi
La stazione di Acri-Bisignano-Luzzi era una stazione ferroviaria posta a 117 metri s.l.m., sulla linea Sibari-Cosenza, che serviva i centri abitati di Acri, di Bisignano e di Luzzi. Attualmente è in uso come posto di movimento. Ricade nel territorio comunale di Montalto Uffugo.

## Storia
Il 12 dicembre 2010 la stazione di Acri-Bisignano-Luzzi venne trasformata in posto di movimento e successivamente è stata soppressa.